# The Abingtons

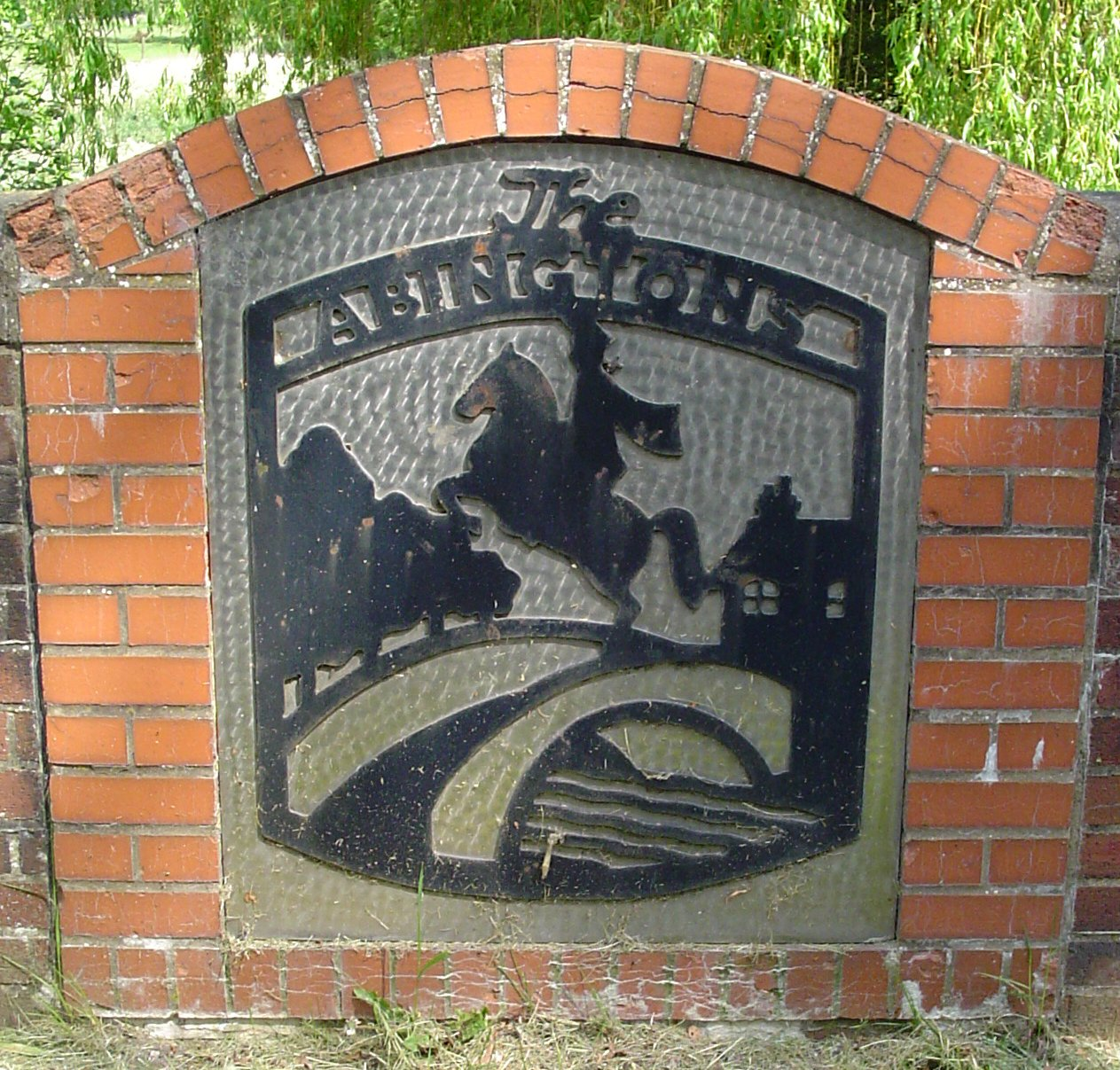
Schild auf der Brücke zwischen Great und Little Abington

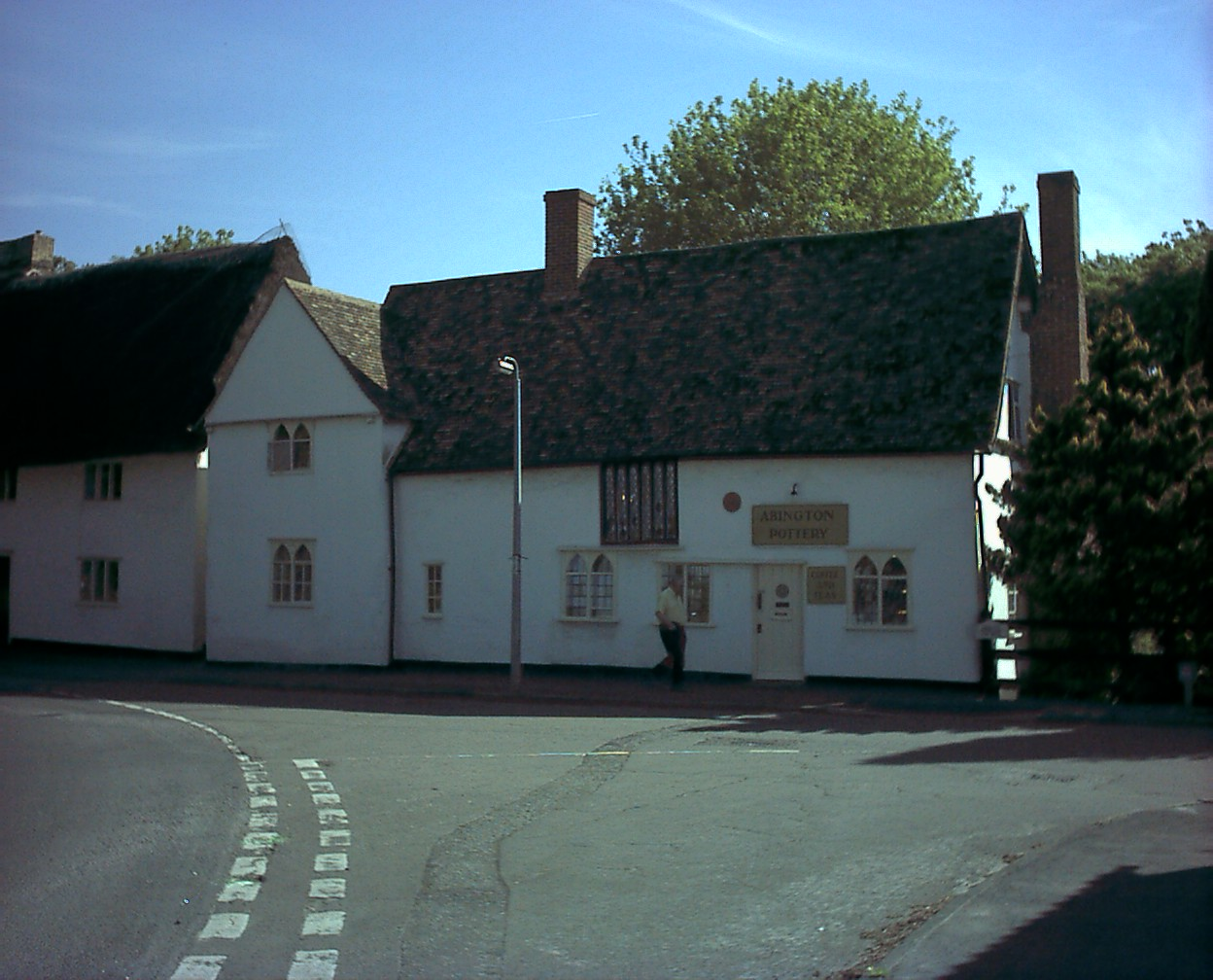
Töpferei in Little Abington

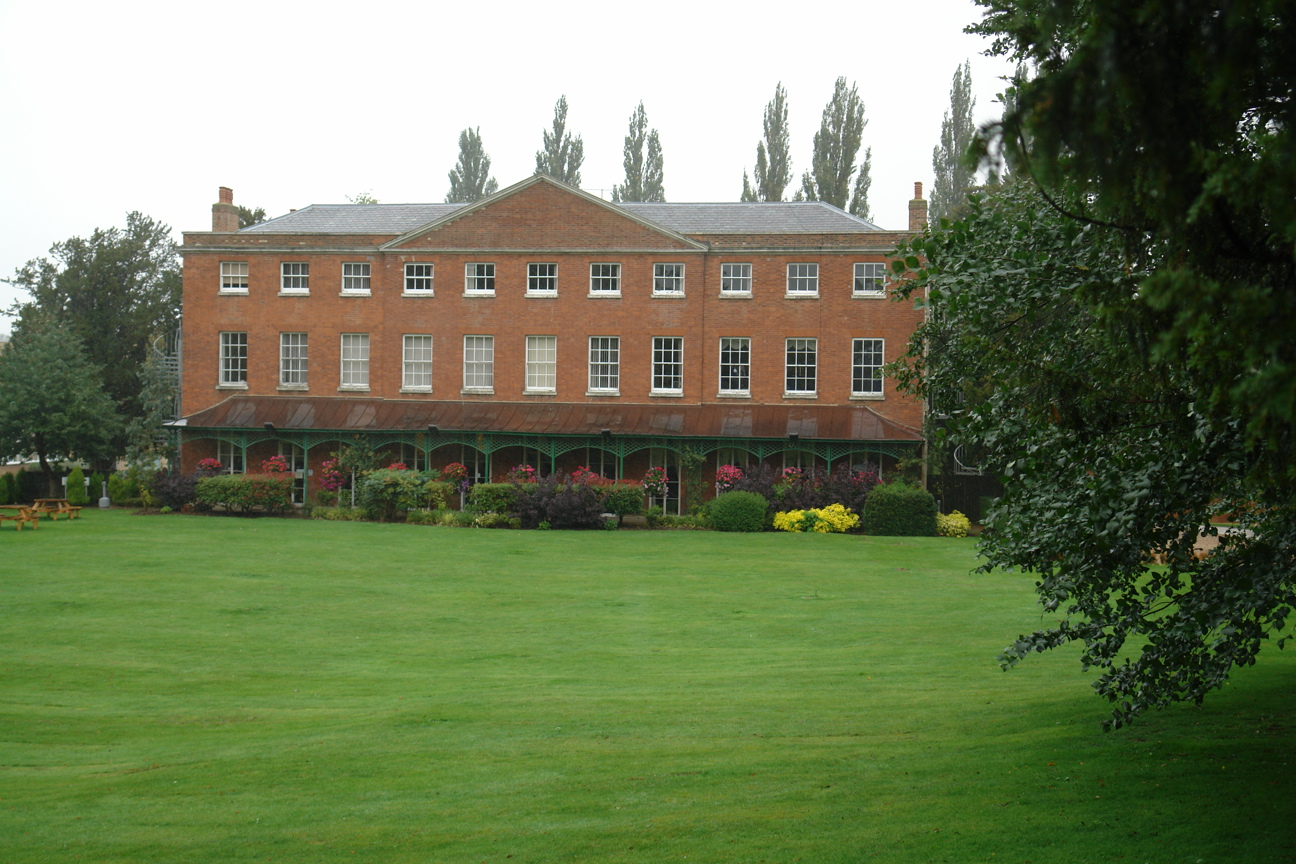
Abington Hall im Granta Park wird heute vom TWI (The Welding Institute) genutzt

The Abingtons sind zwei nebeneinander liegende Dörfer Great Abington und Little Abington in South Cambridgeshire.
Die Geschichte der Siedlung beginnt in der Bronzezeit vor 4000 Jahren. Der Name geht zurück auf die Sachsen, ursprünglich als Abba's Farm. Die Aufteilung in Great und Little Abington kam erst viel später, lange nachdem die beiden Herrenhäuser auf beiden Seiten des Flusses Granta während der Normannischen Eroberung Englands  verschiedenen Personen zugeteilt wurden.
Die beiden Dörfer haben eine lebendige Gemeinde mit zwei Kirchen, einer Grundschule, einem Dorfladen mit Poststelle, einer Kneipe, einem Fußball- und Cricket-Team und einigen lokalen Unternehmen, die meisten von ihnen im Granta Park einschließlich The Welding Institute. 